# Comuna Lopușne, Lanivți
Lopușne (în ucraineană Лопушне) este o comună în raionul Lanivți, regiunea Ternopil, Ucraina, formată din satele Lopușne (reședința) și Pahînea.

## Demografie
Componența lingvistică a comunei Lopușne
     Ucraineană (99,69%)
     Alte limbi (0,31%)
Conform recensământului din 2001, majoritatea populației comunei Lopușne era vorbitoare de ucraineană (99,69%), existând în minoritate și vorbitori de alte limbi.